# Acanthomyops flavus
Acanthomyops flavus é uma espécie de inseto do gênero Acanthomyops, pertencente à família Formicidae.